# صالح جواد الطعمة
صالح جواد كاظم الطعمة (1928) أديب ومؤلف وشاعر وباحث أكاديمي عراقي، ولد في كربلاء وتخرّج بدار المعلمين في بغداد عام 1952 ثمّ حصل على شهادة الدكتوراه من جامعة هارفارد في أميركا عام 1957. عمل مدرّسًا في كليّة التربية في العراق ثمّ ملحقًا ثقافيًا في السفارة العراقية في واشنطن، ثم أستاذاً لللغة العربية والأدب المقارن والدراسات الإفريقية في جامعة إنديانا في الولايات المتحدة. ويعتبر من الأدباء الذين ساهموا في الثقافة العربية، وأشتهر بالتأليف والبحث العلمي. له عدد كبير من المقالات والأبحاث المنشورة.

## النشأة والدراسة
ينتمي صالح الطعمة إلى أسرة آل طعمة وهي من الأسر المعروفة في مدينة كربلاء، وآل طعمة ذوو جاه وسلطة وأشتهر منهم العديد من الأدباء.
وصالح الطعمة أديب وشاعر وباحث نشأ في كربلاء وتلقى تعليمه الأولي فيها ثم درس في ثانوية العمارة للعام الدراسي 1947-1948، ثم عاد إلى كربلاء حيث اكمل الثانوية في عام 1948 وبعدها التحق بدار المعلمين العالية (كلية التربية حاليا) وحصل على الشهادة في عام 1952 وعين مدرسا لمادة اللغة العربية في المتوسطة الغربية للبنين في بغداد، ثم واصل دراساته في جامعة هارفارد في الولايات المتحدة كطالب بعثة حيث حصل على شهادة ماجستير من جامعة هارفارد في عام 1955، وشهادة دكتوراه في التربية اللغوية من الجامعة ذاتها في عام 1957.

## العمل والمناصب
بعد تخرجه من جامعة هارفارد عاد إلى العراق، وعين مدرساً وشغل منصب معاون العميد في كلية التربية في جامعة بغداد عام 1957، وانتدب خلال عام 1958-1959 إلى وزارة التربية مديرا للامتحانات وكالة ثم مديراً للمناهج والكتب ووسائل الإيضاح وبعدها مدير العلاقات الثقافية العام وكالة، وعين عام 1960 في منصب الملحق الثقافي في السفارة العراقية بواشنطن حيث عمل حتى أذار من عام 1963. ثم واصل حياته الأكاديمية في الولايات المتحدة باحثا في جامعة هارفارد (1963-1964) وشغل منصب أستاذ في قسم لغات الشرق الأدنى في جامعة إنديانا الأميركية في عام 1964، ولقد شارك في العديد من المؤتمرات الأدبية كما شارك في مهرجان الشعر العربي السابع عشر الذي عقد في بغداد عام 1986، وصدر لهُ أول ديوان شعر بعنوان (ظلال الغيوم) في عام 1950، وبعد سنتين أصدر ديوانه الثاني (الربيع المُحتضر).
ومن الأعمال والمناصب التي شغلها:
- زميل باحث في جامعة هارفارد في مركز دراسات الشرق الأوسط لعام 1963- 1964.
- أستاذ مشارك في جامعة إنديانا في عام 1964.
- أستاذ مشارك زائر جامعة هارفارد صيف 1965.
- أستاذ مشارك زائر جامعة هارفارد صيف 1966.
- أستاذ مشارك زائر جامعة برنستن صيف 1967.
- أستاذ مشارك كلية التربية في جامعة بغداد 1968-1969.
- عضو مشارك في ورشة كتاب اللغة العربية في جامعة كولومبيا في صيف عام 1966.
- أستاذ زائر في دورة المعهد اللغوي في جامعة القاهرة صيف 1973.
- محرر العربية- مجلة رابطة أساتذة العربية الأمريكية 1976-1978.
- أستاذ زائر في جامعة الملك سعود في الرياض 1978-1979.
- رئيس رابطة أساتذة اللغتين العربية والأمريكية 1980-1981.
- مدير دراسات الشرق الأوسط وكالة في جامعة إنديانا 1982 (الفصل الثاني)
- رئيس قسم لغات الشرق الأدنى وثقافاته بالوكالة في جامعة إنديانا 1983- 1984.
- رئيس قسم لغات الشرق الأدنى وثقافاته في جامعة إنديانا 1985-1991.
- أستاذ زائر جامعة الكويت في عام 1986.
- مدير دراسات الشرق الأوسط في جامعة إنديانا للأعوام 1986-1991.

## الجوائز والتكريم
- جائزة ولي العهد الملكي الأمير عبد الإله وجائزة وزير التربية في عام 1952.
- بعثة وزارة التربية لدراسة (طرق خاصة أو التربية اللغوية) في جامعة هارفارد للسنوات 1953-1957.

## من مؤلفاته
- مشكلة الازدواج اللغوي - بحث مقارن بين اللهجة العامية العراقية واللغة الفصحى (جامعة هارفارد 1969).
- الأدب العربي الحديث مترجما - (لندن: الساقي 2005).
- أدب العراق العربي الحديث: المرشد إلى الترجمات الإنكليزية منذ عام 1950 - (طبع في عام 2010).
- ظلال الغيوم (ديوان شعر) - بغداد - مطبعة الرابطة، 1950.
- الربيع المُحتضر (ديوان شعر) - بغداد - مطبعة الزهراء، 1952.
- الأدب العربي الحديث - بغداد - وزارة التربية 1959. (بالمشاركة مع أزهر شريف وجلال الخياط - كتاب مدرسي)
- ببليوغرافية الأدب المسرحي الحديث: 1945-1965م - بغداد - مطبعة العاني، 1969.
- مشكلات تدريس اللغة العربيّة في مرحلة الدراسة الثانويّة - بغداد - وزارة التعليم العالي والبحث العلمي، 1972.
- صلاح الدين في الشعر العربي الحديث مترجماً - الرياض: النادي الأدبي، 1979.
- الشعر العربي الحديث مترجماً: ملاحظات حول محاولة غازي القصيبي - الرياض: النادي الأدبي، 1981.
- معجم مصطلحات علم اللغة الحديث - محمد حسن باكلاّ وآخرون. بيروت: مكتبة لبنان، 1983.[6]
- البعد العالمي في مجلّة الفكر 1955-1985 - ملاحظات وببليوغرافية - تونس: وزارة الثقافة، 1985. (بحث مطبوع على الآلة الكاتبة)
- المعجم العربي الأساسي - باريس/ تونس: الكسو/ لاروس، 1989. (بالمشاركة).[7]

- عبد الكريم غلاّب: ببليوغرافية بأعماله وما كُتب عنه في مصادر عربيّة: 1947-1991 - الدار البيضاء - دار توبقال، 1993.
- فروسيّة الكلام وفقدان الذاكرة: قرارات اتّحاد الأدباء العرب 1954-1995 - لندن: مؤسسة الرافد، 1997.
- صلاح الدين في الشعر العربي الحديث: دراسة ونصوص - دمشق: دار كوثا، 1997(لم يوزع)
- في العلاقات الأدبيّة بين العرب والغرب - دمشق: دار كوثا، 1998 (لم يوزّع)
- في العلاقات الأدبيّة بين العرب والغرب - جدّة: النادي الأدبي الثقافي، 2004.
- قضايا اللغة العربية المعاصرة - بيروت: دار الغاوون 2011.
- عبد الكريم غلاّب بين عالميه السياسي والقصصي.[8]
- ملاحظات على معجم أدباء الأطباء لمحمّد الخليلي.[9]
- ماذا نريد من هذه الذكرى.[10]
- محمّد مهدي البصير.[11]

ولصالح الطعمة العديد من البحوث والدراسات الأخرى المنتشرة في المجلات العربية والعالمية.